# Daniel Jérent
Daniel Jérent, né le 4 juin 1991 à Saint-Claude (Guadeloupe), est un escrimeur français spécialiste de l'épée, champion olympique par équipes aux Jeux olympiques d'été de 2016.

## Biographie
Pratiquant l'escrime depuis l'âge de 12 ans, il est champion d'Europe cadet en 2008, puis champion de France junior en 2010 et 2011. Il obtient une médaille de bronze par équipes au championnat du monde junior de la mer Morte en 2011.
Chez les seniors, il remporte le championnat de France par équipes avec Rodez Aveyron en 2012 et parvient aux quarts de finale du Glaive de Tallinn la même année. En 2013, il remporte le Challenge RFF-Trophée Monal contre son compatriote Alexandre Blaszyck puis obtient la médaille d'argent aux championnats d'Europe d'escrime 2013 ainsi que la médaille de bronze aux championnats du Monde par équipes à Budapest. En 2014, il redevient champion de France par équipes avec Rodez Aveyron, obtient son premier titre de champion du monde par équipes à Kazan et remporte le Grand Prix du Qatar. Il glane le titre de champion de France par équipes et vice-champion d'Europe des clubs avec Rodez Aveyron en 2015.
Il est champion olympique par équipes aux Jeux olympiques d'été de 2016.
Suite à 3 "no-show", il est suspendu en juin 2019 un an par la commission des sanctions de l'Agence française de lutte contre le dopage (AFLD), qui a prononcé une suspension ferme de 12 mois, pour manquements aux obligations de localisation pour les contrôles inopinés ; la suspension démarrant rétroactivement au 23 mai 2018.
Le 29 avril 2020, en plein confinement, il est victime d'un accident de la route et souffre d'une double fracture du col du fémur, qui nécessite, dans la foulée, une intervention chirurgicale. Un retour en compétition est envisagé pour la fin d'année 2020.
En novembre 2020 il est contrôlé positif à un produit interdit. La FFE le retire de la liste des sélectionnés pour les JO de Tokyo 2020. Bien que la Fédération française ne précise pas le produit concerné, le journal L'Équipe indique qu'il s'agit du dorzolamide, un diurétique. Jérent est blanchi en juin 2022 après avoir démontré avoir reçu ce produit lors d'une transfusion sanguine au CHU de Pointe-à-Pitre à la suite de sa blessure d'avril 2020.
Jérent met un terme à sa carrière en juillet 2023.

## Palmarès
- Jeux olympiques d'été
  -  Médaille d'or en épée par équipes en 2016 à Rio de Janeiro

## Distinctions
- Chevalier de la Légion d'honneur le 1er décembre 2016[5]